# Учансу-Исар
Учансу-Исар (также Зиго-Исар — Тихая крепость) — руины замка XIII—XV века, находящиеся на Южном берегу Крыма на правом берегу реки Учан-Су, в 1,5 км восточнее водопада Учан-Суна окраине посёлка Куйбышево. Приказом Министерства культуры и туризма Украины № 957/0/16-10 от 25 октября 2010 года (охранный № 487-АР) «укрепление Учан-Су Исар третьей четверти XV века» объявлено историческим памятником регионального значения.

## Описание
Укрепление располагается у слияния реки Учан-Су и её притока Барбала. Оно занимает отдельно стоящую известняковую скалу. Её форма близка к треугольной, она возвышается на 25—40 м над окружающей местностью. Обрывы ограждали укрепление с северной стороны, скала более-менее доступна с востока и юга, где были сооружены крепостные стены толщиной 1,5 м из бута на известковом растворе общей длиной около 50 м. Скала в средней части имеет вертикальные и нависающие обрывы высотой 5—8 м, в северной части высота обрывов достигает 40 м, западные обрывы высотой 15—20 м. Стена стоит на крутом скальном косогоре, с обрывами высотой до 10 м (высота сохранившихся участков 3—6 м, толщина у основания 1,4—1,5 м). Боевой полок, парапет и бойницы не сохранились, о них упоминал П. И. Кеппен. Вход находился в восточной стене (высокие и узкие ворота с полукруглой аркой). Строения внутри размещались на двух разновысоких площадках: нижней, размером 41 на 15 м и верхней — 20 на 25 м. Площадь укрепления около 900—950 м², жилых построек или их развалов внутри крепости не сохранилось, по подсчёту вырубов в скале верхней террасы число возможных домов определяют в 10—15 штук. 
Археологические раскопки на городище не производились, по подъемному материалу В. Л. Мыцом укрепление датируется XIII—XV веком. Лев Фирсов, по разнообразию керамики, считал время жизни замка в широких пределах — от раннего до позднего средневековья. Укрепление, по современным представлениям, основано в XIII веке — строительство Учансу-Исара, как и многих других укреплений в тот период, историки связывают с татаро-монгольскими вторжениями в Крым (начиная с 1223 года), сельджукской экспансией и переходом горного Крыма в зону влияния Трапезундскаой империи. Существует версия, что в XIV—XV веке замок входил в состав княжества Феодоро и его удел включал селения Аутка, Дерекой, пещерный монастырь Иограф и существовал до завоевания Крыма османскими войсками в 1475 году.

## История изучения
Первое сообщение о существовании развалин на холме оставил Пётр Кеппен в книге «О древностях южнаго берега Крыма и гор Таврических» 1837 года, оставивший, скорее, лирическое описние и зарисовки исара. Довольно подробный рассказ о Зиго-исаре, также с приложением рисунка ворот, оставил В. Х. Кондараки. Укрепление, по его словам, лежало на дороге их Аутки на яйлу, или к водопаду Кремасто-Неро, высоту ворот учёный полагал в 8 аршин, вместимость крепости, как убежища для жителей Аутки, полагал в 250—300 человек, а её основание относил ко времени «до рождества Христова». Упоминал исар писатель и путешественник XIX века Е. Л. Марков в книге «Очерки Крыма». Кратко описал памятник Н. И. Репников в статье «Работы на южном берегу Крыма» 1933 года, Н. Л. Эрнст отмечал в 1935 году греко-готсую крепость Учан-Су-Исар как перспективный туристический объект. О. И. Домбровский полагал, что исар представлял собой единое двухэтажное здание, вписанное в скалу и относил время его существования к XII—XV веку. Наиболее полное описание укрепления содержится в очерке Льва Фирсова «Учан-Су — крепость летящей воды» в посмертно изданной в 1990 году книге «Исары — Очерки истории средневековых крепостей Южного берега Крыма».